# Owręże

Schemat przekroju poprzecznego kadłuba (owrężenia) wraz z zaznaczonymi wrężnicami (u dołu) odpowiadającym dziobowej części (prawa strona) oraz rufowej (lewa strona).

Oznaczenie owręża na rysunku technicznym.

Owręże, owręż – przekrój poprzeczny kadłuba jednostki pływającej. Jest jednym z elementów rysunku teoretycznego kadłuba statku wykreślanego przez konstruktora (szkutnika) na etapie projektowania kadłuba. 
Oznaczany jest na rysunku technicznym jako koło z wpisanymi w nie dwiema literami "C" (z czego jedna jest odwrócona) stykającymi się na środku koła.
Owrężem nazywa się również krzywą powstałą przez przecięcie powierzchni kadłuba statku w środku jego długości płaszczyzną poprzeczną nazywaną płaszczyzną owręża. Owręże dzieli kadłub na część dziobową oraz rufową. Płaszczyzny równoległe do płaszczyzny owręża nazywane są wrężnicami. Dla statków jednokadłubowych poprzeczne przekroje kadłuba są zwykle symetryczne, więc na rysunku konstrukcyjnym zwykle przedstawia się wrężnice dziobowe po prawej stronie oraz wrężnice rufowe po lewej.